# 弗兰克·格里尔
弗兰克·格里尔（英語：Frank Greer，1879年2月26日—1943年5月7日），美国男子赛艇运动员。他曾代表美国参加1904年夏季奥林匹克运动会赛艇比赛，获得男子单人双桨金牌。他在退役后曾从事教练工作。